# 保徳
保徳（ほとく）は、中国の大理国の段思廉の時代に使用された元号。
使用年代不詳 - 1074年。